# Polistes nigritarsis
Polistes nigritarsis är en getingart som beskrevs av Cameron 1900. Polistes nigritarsis ingår i släktet pappersgetingar, och familjen getingar. Inga underarter finns listade i Catalogue of Life.